# Coptomia discipennis
Coptomia discipennis är en skalbaggsart som beskrevs av Leon Fairmaire 1903. Coptomia discipennis ingår i släktet Coptomia och familjen Cetoniidae. Inga underarter finns listade i Catalogue of Life.